# Porcellio buddelundi
Porcellio buddelundi är en kräftdjursart som beskrevs av Simon 1885. Porcellio buddelundi ingår i släktet Porcellio och familjen Porcellionidae. Inga underarter finns listade i Catalogue of Life.